# Michèle Burke
Michèle Burke (Kildare, 1959) es una maquilladora irlandesa, ganadora de dos Premios Óscar en la categoría de mejor maquillaje y peluquería.

## Biografía
Burke se mudó a Canadá con su hermano Mark en 1973 y trabajó inicialmente como modelo en Montreal ante de dedicarse al maquillaje. En la actualidad posee la nacionalidad canadiense, estadounidense e irlandesa.
Durante su carrera ha ganado numerosos premios, entre los que se incluyen dos Premios Óscar en la categoría de mejor maquillaje por su trabajo en los filmes Quest for Fire (1981) y Bram Stoker's Dracula (1992).

## Premios y distinciones
Premios Óscar
| Año  | Categoría        | Película                                 | Resultado |
| ---- | ---------------- | ---------------------------------------- | --------- |
| 1983 | Mejor maquillaje | La Guerre du feu                         | Ganadora  |
| 1987 | Mejor maquillaje | El clan del oso cavernario               | Nominada  |
| 1991 | Mejor maquillaje | Cyrano de Bergerac                       | Nominada  |
| 1993 | Mejor maquillaje | Drácula, de Bram Stoker                  | Ganadora  |
| 2000 | Mejor maquillaje | Austin Powers 2: La espía que me achuchó | Nominada  |
| 2001 | Mejor maquillaje | La celda                                 | Nominado  |